# Diploglena capensis major
Diploglena capensis là một loài nhện trong họ Caponiidae.
Loài này thuộc chi Diploglena. Diploglena capensis major được George Newbold Lawrence miêu tả năm 1928.